# Musique dans Fastlane

La série Fastlane doit aussi son ambiance et son rythme à un certain nombre de musiques. Petit aperçu des chansons phares de chaque épisode :

## Bande Originale

### Épisode 1: Contact (Pilot)
- The Vines - Get Free
- Wu Tang Clan - Uzi Pinky Ring
- Limp Bizkit - Rollin
- N.E.R.D - Lapdance
- Ted Nugent - Cat Scratch Fever
- Depeche Mode - Dream On
- The Folk Implosion - Natural One
- Phil Collins - In the Air Tonight
- 2 Live Crew - Me So Horny

### Épisode 2: Croqueuses de diams (Girls Own Juice)
- Jadakiss - Knock Yourself Out
- Stevie Wonder - For Once in my Life
- The Datsuns - Super Gyration
- 702 - Where My Girls At
- J Live - Satisfied
- Leonard Cohen - In My Secret Life
- Coldplay - In My Place

### Épisode 3: Sans limites (Gone Native')
- Timo Maas - Caravan
- Anthrax - Bring the Noise
- Quarashi - Stick ‘Em Up
- Quarashi - Tarfur
- Timo Maas - Manga
- Redman - Smash Sumthin’
- Red Elvises - Scorchi Chorenie
- Red Elvises - Ukranian Dance #13

### Épisode 4: Loin derrière (Things Done Changed)
- Union Turnpike - Oh!
- DJ Quik - Summer Breeze
- Lyric - Young and Sexy
- Erykah Badu - In Love with You
- Molly Hatchet - Flirtin’ With Disaster
- Nappy Roots - Aw Naw

### Épisode 5: Oiseaux de nuit (Ryde or Die)
- Biz Markie - Get Down
- Velvet Underground - Waiting for the Man
- Mark the 45 King - 900 Number
- Fabolous - Young’n (Holla Back)
- BT - Revolution
- Clipse - When the Last Time
- Blacksheep - The Choice is Yours

### Épisode 6: Petites coupures (Ray Ray)
- Scarface - In Between Us
- WC - The Streets
- Weezer - Island in the Sun
- Xzibit - Multiply
- The Crystal Method - Roll It Up

### Épisode 7: Le Choix de Sophia (Wet)
- Maxim - Carmen Queasy
- Dot Ellison - Colour Me
- Plastic Bertrand - Ca Plane Pour Moi

### Épisode 8: Bleu cyanure (Mighty Blue)
- The Ramones - I Wanna Be Sedated
- Blu Cantrell - Hit ‘em Up Style
- Jucifer - Vulture Story
- Phantom Planet - California

### Épisode 9: Mic Mac (Get Your Mack On)
- Dragpipe - Quest In Time
- Busta Rhymes - Make It Clap
- Dirty Vegas - Candles
- Tricky - Excess
- Dub Pistols - Official Chemical

### Épisode 10: Comme un chien (Dogtown)
- The Transplants - Diamonds and Guns
- Mighty Mighty Bosstones - Go Big
- Paul Oakenfold - Ready Steady Go
- Mellow Man Ace - Ten La Fe

### Épisode 11: Entre filles (Strap On)
- The Donnas - Take It Off
- Supreme Beings of Leisure - Give Up
- Anastacia - Not That Kind
- Molly Pasutti - Temptation Girl

### Épisode 12: Coup de pouce (101)
- Morcheeba - Slow Down
- Peaches - Hot Rod
- Jurassic 5 - Sum of Us
- A Tribe Called Quest - Can I Kick It

### Épisode 13: Descente de flic -1repartie(Defense - Part 1)
- Swizz Beats - Guilty
- Saliva - Raise Up
- The Nextmen - Amongst the Madness
- Papa Roach - Time and Time Again
- N.O.R.E. - Nothin’

### Épisode 14: Descente de flic -2epartie(Offense - Part 2)
- Nas - Made You Look
- Gang Starr - Skillz
- DR Period - D R in Here
- The Exies - My Goddess
- The Coup - 5 Million Ways to Kill a C.E.O.

### Épisode 15: Faux bonds (Popdukes)
- Chevelle - Wonder What’s Next
- Shaggy - Shake Shake Shake
- Fatai Rolling Dollar - Beleke
- Apollo Four Forty - Cold Rock the Mic
- Sevendust - Praise

### Épisode 16: Double dames (Slippery Slope)
- The Donnas - All Messed Up
- The Vines - Outtathaway
- Trust Company - Downfall
- Sweet - Ballroom Blitz
- Andy Hunter - Go

### Épisode 17: Baby-sitters (Simone Says)
- Sonic Animation - E Ville
- Boomkat - The Wreckoning
- The Donnas - Who Invited You
- Groove Armada - Final Shakedown
- Moloko - Forever More
- Rilo Kiley - Pictures of Success

### Épisode 18: Comme avant (Monster)
- Autopilot Off - Long Way to Fall
- Joseph Arthur - Permission
- Cam'ron - Hey Ma
- Sindicato Argentino Del Hip Hop - Cuatro Minutos de Funk

### Épisode 19: Frères (Overkill)
- Morcheeba - Baby Sitar
- Asian Dub Foundation - La Haine
- Medaphoar - Bang Ya Head
- Benzino - Rock the Party

### Épisode 20: Chacun de son côté (Asslane)
- Lil' Flip - The Way We Ball (Remix)
- Methods of Mayhem - Crash
- Stryper - Keep the Fire Burning

### Épisode 21: Contre la montre -1repartie(Dosed - Part 1)
- Sean Paul - Get Busy
- FC Kahuna - Hayling
- The Streets - Let’s Push Things Forward
- South - Motiveless Crime

### Épisode 22: Contre la montre -2epartie(Iced - Part 2)
- Boysetsfire - Last Year’s Nest
- Neil Diamond - Hello Again
- Nokturnl - Neva Mend